# Концово
Концо́во — село в Ужгородському районі Закарпатської області.

## Назва
В письмових джерелах відоме під назвою «Koncháza». Можливо, назву село отримало від його власника Конца. У 1989 р. назву села Концове було змінено на одну літеру.

## Герб
У лазуровому щиті з зеленою базою золоте колесо, що супроводжується зверху зеленою дубовою гілкою з такими ж листями і золотими жолудями, справа - срібним лемешом плуга, а зліва - золотим снопом.

## Історія
Поселення ймовірно виникло в XIII або в першій половині XIV ст. Село перебувало у власності родини Конц — Концгаза до другої половини XVI ст., коли перейшло у власність Невицького домену Другетів.
В 1427 році залежні селяни Концова були оподатковані від 8 порт (окрім господарства кенийза). На 1599 рік у селі нараховувалось 19 кріпацьких господарств, що дозволяло вважати Концовим селом середньої величини. На початку XVIII ст. в селі облікувалось 18 залежних селянських господарств. Літописи вперше згадують його в 1348 році, пназивають Kecsefelde.
Джерела XVIII ст. вважають Концово мадярським селом.
До 1582 року село вже мало власником Гомоная (Другета), і таким чином належало до замку Унгвар. У 1612 р. Іштван Гомонай, передав село у власність родинам Homokot та Konczházát.
Колесо історії і розвитку села виявило його нових власників: сім'ї Санісло, Гергель, Хомокай, Берчені. Від сім'ї Хомокай на схід від села Кецефелде, що з часом стало називатися за прізвищем його першого власника, Концгаз, закріпилася власна назва ще одного села, Холмок, очевидно за прізвищем одного з пізніших співвласників села Концгаз, Гомокай.
Населяють село переважно угорці. В 1940 р. в селі було 317 римо-католиків, 186 греко-католиків, 19 реформатів.

## Економіка
- Nature Green - виробник грибів шиїтаке

## Політика

### Парламентські вибори, 2019
На позачергових парламентських виборах 2019 року у селі функціонувала окрема виборча дільниця № 210589, розташована у приміщенні школи.
Результати
- зареєстровано 1112 виборців, явка 46,49%, найбільше голосів віддано за «Слугу народу» — 51,59%, за «Європейську Солідарність» — 12,30%, за Всеукраїнське об'єднання «Батьківщина» — 8,13%.[1] В одномандатному окрузі найбільше голосів отримав Йосип Борто (самовисування) — 22,02%, за Олександра Пекаря (Слуга народу) — 21,63%, за Андрія Андріїва (самовисування) — 14,68%[2].

## Церква Успіння пр. Богородиці. 1906
Очевидно, 1906 рік є роком освячення вже повністю закінченої та прикрашеної церкви, бо в 1888 р. у пресі повідомлялося про спорудження церкви в Концові та її освячення 2 вересня. Боковий фасад мурованої базилічної церкви був пошкоджений під час Другої світової війни.
Церкву зняли з реєстрації діючих храмів у 1953 р. і перетворили на склад. Барокову вежу зруйнували в кінці 1970-х років. Довкола церкви набудували металеві конструкції та бараки, що справляло дуже гнітюче враження.
6 серпня 1995 р. біля зруйнованої церкви о. Олександр Леґеза провів першу, після більш ніж 40-річної перерви, службу.
У 1996 р. з ініціативи громади та за кошти зібрані жителями Концова місцевий майстер Василь Юрець відбудував вежу храму.

## Туристичні місця
- храм Успіння Богородиці 1906
- місце вирощування грибів шиїтаке

## Пам'ятки
- Пам'ятник радянським воїнам (1974);

## Відомі люди
- Товт Марія Іванівна — депутат Верховної Ради УРСР 11-го скликання.